# جاناتان کیپ
جاناتان کیپ یک شرکت انتشاراتی بریتانیایی است که دفتر مرکزی آن در لندن قرار دارد و در سال ۱۹۲۱ توسط هربرت جاناتان کیپ تأسیس شد، که تا زمان مرگش رئیس این شرکت بود.
کیپ و شریک تجاری‌اش رن هاوارد (۱۸۹۳–۱۹۶۸) این انتشارات را در سال ۱۹۲۱ تأسیس کردند. آن‌ها به خاطر طراحی و تولید با کیفیت بالا و فهرستی عالی از نویسندگان انگلیسی‌زبان، که توسط ویراستار و خواننده شرکت، ادوارد گارنت، پرورش یافته بود، شهرت یافتند. فهرست نویسندگان کیپ از شاعرانی از جمله رابرت فراست و سی. دی لوئیس گرفته تا نویسندگان کودک مانند رولد دال ، هیو لافتینگ و آرتور رنسام ، رمان‌های جیمز باند اثر ایان فلمینگ و داستان‌های سنگین جیمز جویس و تی. ای. لارنس را شامل می‌شد.